# Quatsino Subdivision Indian Reserve 18
Quatsino Subdivision Indian Reserve 18 är ett reservat i Kanada.   Det ligger i provinsen British Columbia, i den sydvästra delen av landet, 3 800 km väster om huvudstaden Ottawa. Quatsino Subdivision Indian Reserve 18 ligger vid sjön Quatse Lake.
I omgivningarna runt Quatsino Subdivision Indian Reserve 18 växer i huvudsak barrskog. Trakten runt Quatsino Subdivision Indian Reserve 18 är nära nog obefolkad, med mindre än två invånare per kvadratkilometer.